# 日裔越南人
越南有日裔社群，包括日本人和日侨後裔。在2009年，他們有9,468人。

## 早期歷史
在16-17世紀，已經有海外日本人在越南生活。他們主要聚居在南方廣南國的會安，但人數不多，大多十數戶聚居在一起。
在17世紀後，日本社群在會安逐漸萎縮，消失，融入越南社會。通婚不但在日本人街內，也在廣南國阮氏家族之間。

## 現代歷史
第二次世界大戰開始後，日本於1940年9月20日入侵並佔領法屬印度支那，直到1945年投降為止。
最近再次有日本人來到越南，主要是首都河內。主要從事工程，製造業和金融服務業管理，本田和佳能在河內有工廠。
商業以外，日本的對外援助服務和管理也是日本人來到越南的一個原因，日本是目前越南最大的國際捐助國。據日本國際交流基金會，河內現有5000個日本人生活。

## 教育
越南有兩所日本人學校：河內日本人學校和胡志明市日本人學校。